# Otiothops giralunas
Otiothops giralunas är en spindelart som beskrevs av Cristian J. Grismado 2002. Otiothops giralunas ingår i släktet Otiothops och familjen Palpimanidae.
Artens utbredningsområde är Guyana. Inga underarter finns listade i Catalogue of Life.